# Silniční sedlo

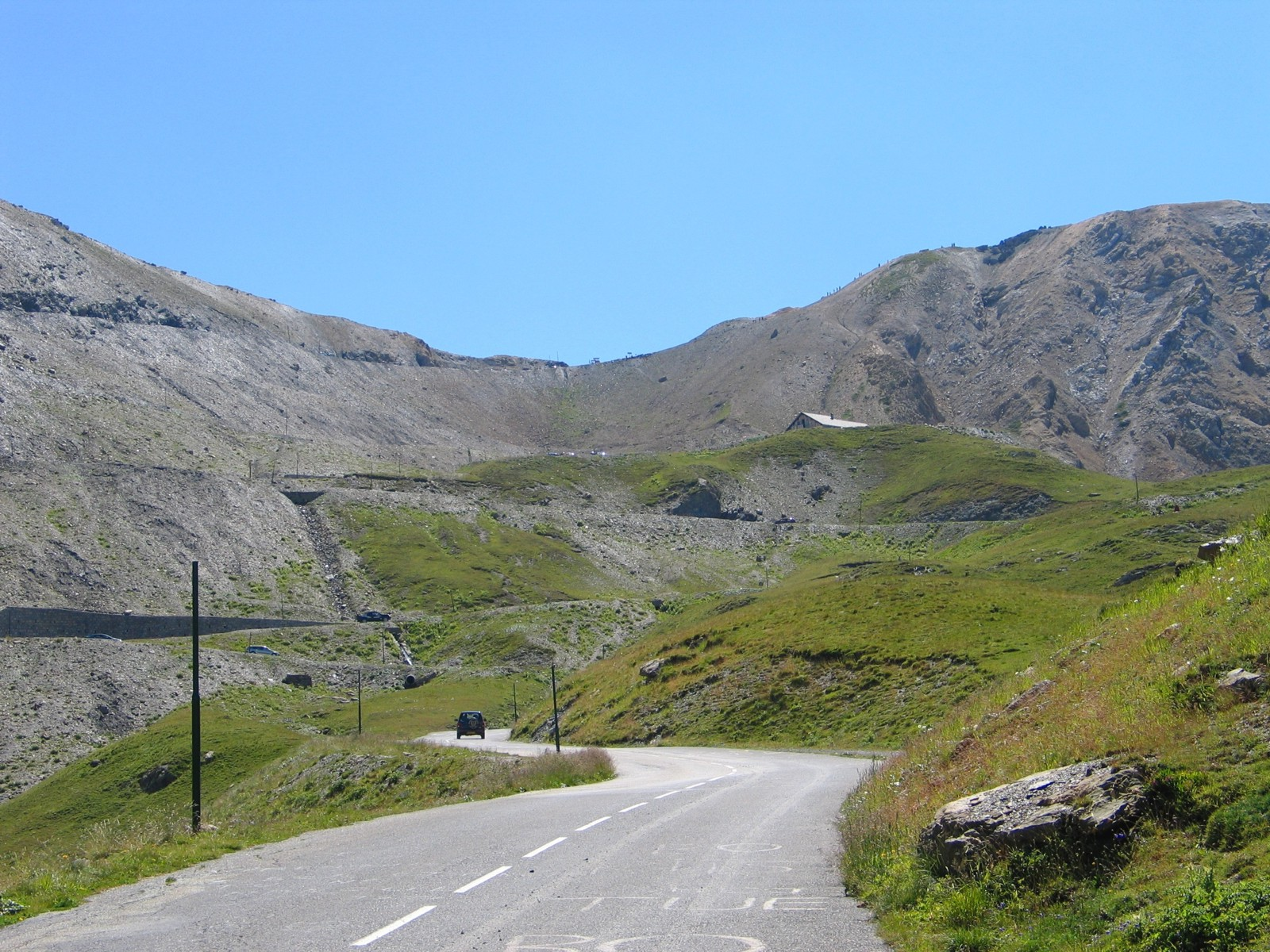
Col du Galibier

Silniční sedlo je v podstatě průsmyk, kterým prochází sjízdná silniční komunikace. V silničních sedlech se často nachází centrum okolního cestovního či turistického ruchu. Bývají zde vystavěny např. hotely, horské chaty, či dokonce celá zimní střediska (Obertauern, Katschberg). Některá sedla se nacházejí na státních hranicích, kde komunikace překonávají horské hřebeny, po kterých jsou vedeny hranice mezi státy. Nejvyšším silničním sedlem na světě je Kardung La (5606 m) v Indii. V Pákistánu se nachází také další vysoký sjízdný průsmyk Kunjerab-Pass (4730 m). V Peru je nejvyšší silniční sedlo Jižní Ameriky Abra Anticona (4800 m). Strmost silnice stoupající do sedla či klesající z něj dolů často překonává 20 % a v krajních případech dosahuje až 30 %.

## Účel
Pro turisty bývají silniční sedla mnohdy výchozím bodem pro horské túry, automobilistům mohou parkoviště posloužit k odpočinku, relaxaci a někdy i zajímavým výhledům do okolí. Vysoko položená sedla, na která vedou zpravidla silnice s mnoha zatáčkami, jsou oblíbenými cíli silničních cyklistů a motocyklistů.

## Významná alpská silniční sedla

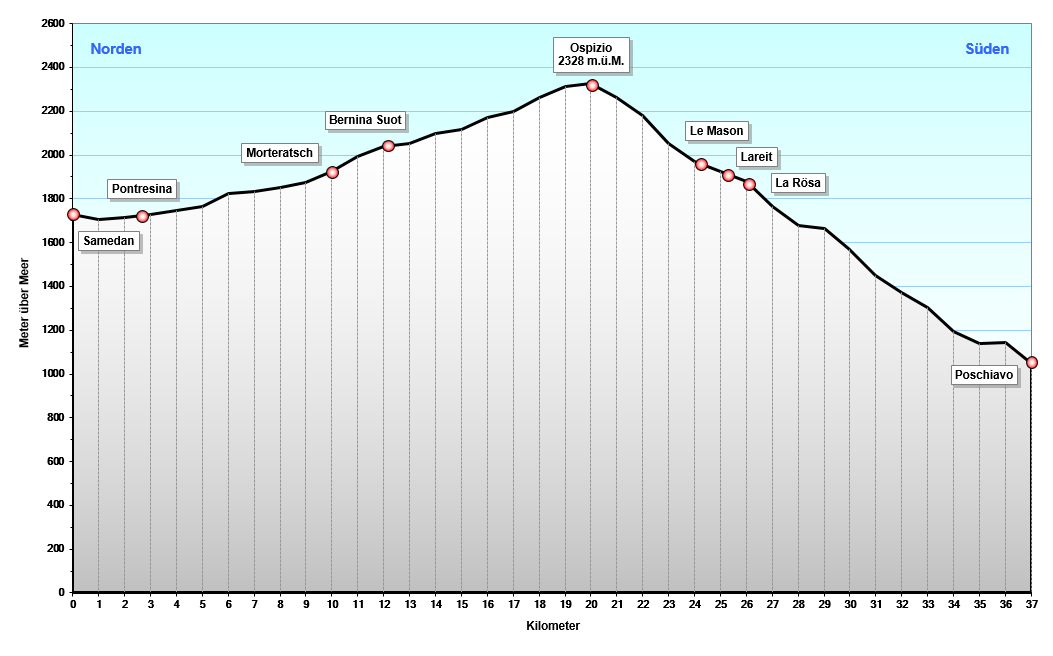
Profil sedla Berninapass

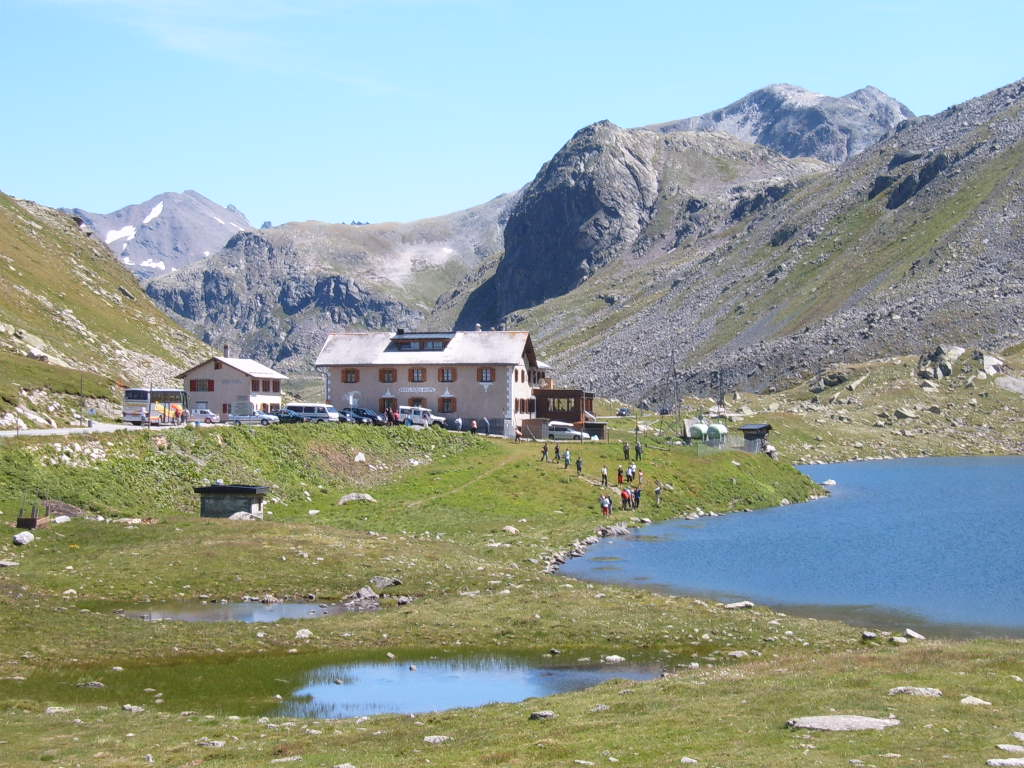
Frekventované silniční sedlo Flüelapass

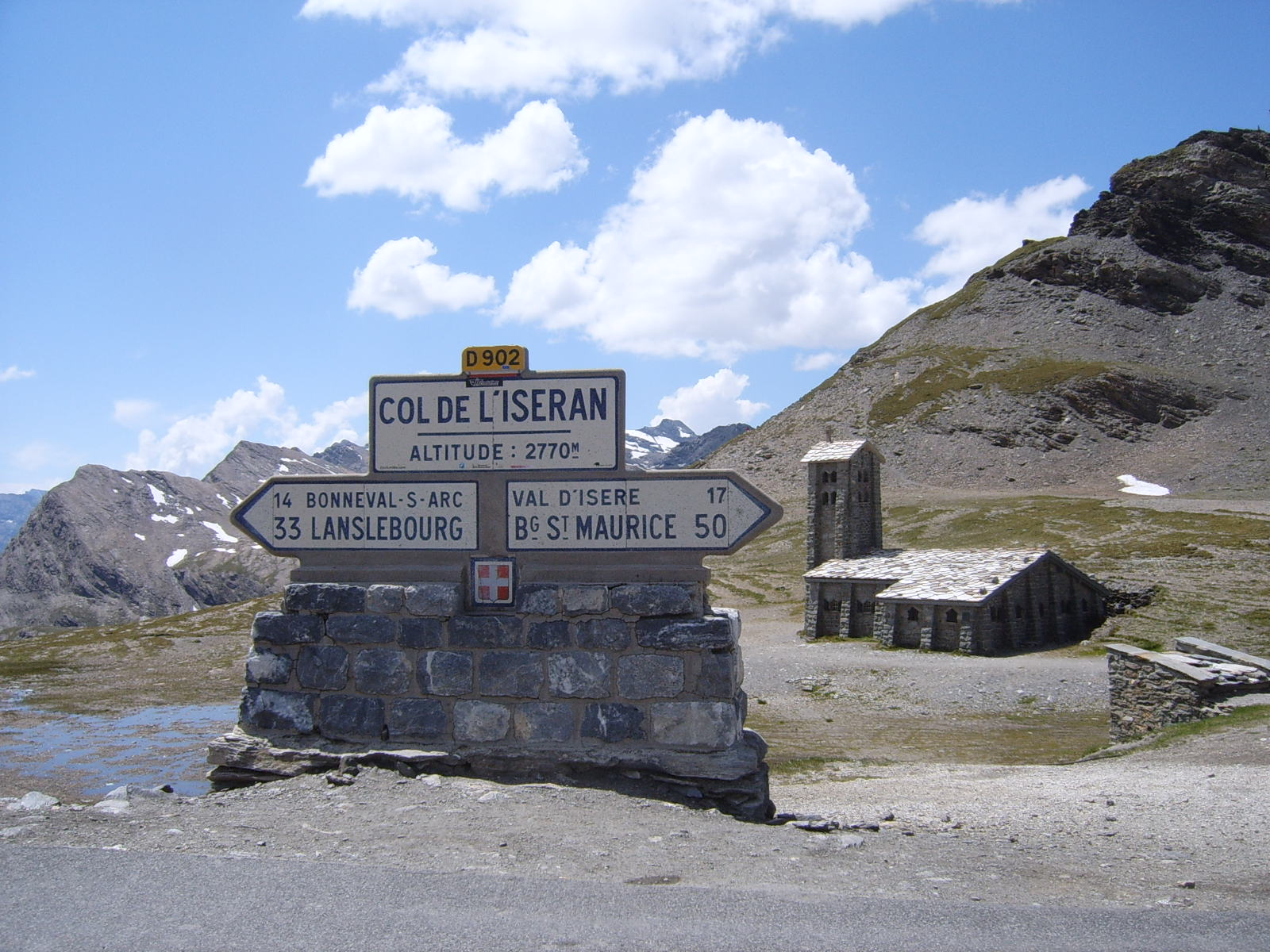
Nejvyšší alpské silniční sedlo Col de l'Iseran

| Název                         | Nadmořská výška | Země                |
| ----------------------------- | --------------- | ------------------- |
| Cime de la Bonette            | 2802 m n. m.    | Francie             |
| Col de l'Iseran               | 2770 m n. m.    | Francie             |
| Passo Stelvio                 | 2758 m n. m.    | Itálie              |
| Col Agnel                     | 2744 m n. m.    | Francie, Itálie     |
| Col de la Bonette             | 2715 m n. m.    | Francie             |
| Col du Galibier               | 2646 m n. m.    | Francie             |
| Timmelsjoch                   | 2509 m n. m.    | Rakousko, Itálie    |
| Hochtor                       | 2504 m n. m.    | Rakousko            |
| Nufenenpass                   | 2480 m n. m.    | Švýcarsko           |
| Velký Svatobernardský průsmyk | 2469 m n. m.    | Švýcarsko, Itálie   |
| Furkapass                     | 2436 m n. m.    | Švýcarsko           |
| Flüelapass                    | 2383 m n. m.    | Švýcarsko           |
| Berninapass                   | 2328 m n. m.    | Švýcarsko, Itálie   |
| Albulapass                    | 2312 m n. m.    | Švýcarsko           |
| Julierpass                    | 2284 m n. m.    | Švýcarsko           |
| Průsmyk Valparola             | 2192 m n. m.    | Itálie              |
| Sankt Gotthard                | 2106 m n. m.    | Švýcarsko           |
| Passo di Falzarego            | 2105 m n. m.    | Itálie              |
| Col du Lautaret               | 2058 m n. m.    | Francie             |
| Radstädter Tauernpass         | 1736 m n. m.    | Rakousko            |
| Katschbergpass                | 1641 m n. m.    | Rakousko            |
| Vršič                         | 1611 m n. m.    | Slovinsko           |
| Nassfeldpass                  | 1530 m n. m.    | Rakousko, Itálie    |
| Brennerský průsmyk            | 1374 m n. m.    | Rakousko, Itálie    |
| Hohentauern                   | 1274 m n. m.    | Rakousko            |
| Seebergsattel                 | 1274 m n. m.    | Rakousko, Slovinsko |